# Елфимов, Василий Петрович
Василий Петрович Елфимов (25 октября 1925 — 22 ноября 1989) — механизатор совхоза «Чикский» Коченевского района Новосибирской области.

## Биография
Родился 25 октября 1925 года в Колывановском районе Новосибирской области. Работал в колхозе «Большевик» Колывановского района.
В январе 1943 года призван в Красную Армию. За мужество и героизм в боях захватчиками награждён орденом Славы 3-й степени и медалью «За отвагу».
В октябре 1945 года демобилизован. С 1948 года работал в совхозе «Чикский» Коченевского района механизатором. Член КПСС с 1972 года.
Неоднократно перевыполняя план, В. П. Елфимов в среднем за год вырабатывал на тракторе ДТ-54 до 1500 гектаров мягкой пахоты при отличном качестве пахоты, культивации, сева и других работ. В 1971 году комбайном СК-4 скосил 639 гектаров зерновых и намолотил 12183 центнера хлеба. Этим же комбайном в 1972 году Елфимов убрал 484 гектара и намолотил 12964 центнера зерна, урожайность зерновых была высокой — 27 центнеров с каждого гектара.
Указом Президиума Верховного Совета СССР от 13 декабря 1972 года за успехи, достигнутые в увеличении производства и продажи государству продуктов земледелия и проявленную трудовую доблесть, Елфимову Василию Петровичу присвоено звание Героя Социалистического Труда с вручением ордена Ленина и золотой медали «Серп и Молот».
Умер 22 ноября 1989 года, в посёлке Светлый Коченёвского района.
Награждён двумя орденами Ленина, орденом Славы 3-й степени, медалями «За отвагу», «За трудовое отличие», «За освоение целинных земель». Удостоен золотой, серебряной и бронзовой медалей ВДНХ СССР.
О жизни В. П. Елфимова снят документальный фильм, на приз его имени проводились лыжные соревнования. В посёлке Светлый Коченевского района установлена мемориальная доска.